# Weichkorallen
Die Weichkorallen (Alcyonacea) waren eine Ordnung der Octocorallia innerhalb der Blumentiere (Anthozoa). Es sind Tierkolonien, die aus vielen Einzelpolypen bestehen. Neueren Forschungen zufolge sind sie lediglich ein informelle Gruppe und haben keine taxonomische Bedeutung mehr.

## Merkmale
Sie wachsen verzweigt, baumförmig, lappig, krustig oder fingerförmig. Der Einzelpolyp hat wie alle Tiere aus der Unterklasse (Octocorallia) 8 gefiederte Fangarme, auch der Magenraum wird durch 8 Längswände (Mesenterien) in 8 Kammern geteilt. Bei vielen Arten verfügen die Kolonien auch noch über zurückgebildete Schlauchpolypen (Siphonozoide) deren Aufgabe es ist Wasser in den Körper der Kolonie zu pumpen oder abzulassen. Die Weichkorallen können sich dadurch strecken und stabilisieren.
Im Gegensatz zu den Steinkorallen (Scleractinia) aus der Unterklasse Hexacorallia besitzen Weichkorallen kein festes Kalkskelett, sondern haben meistens als Festigungselemente kleine Kalknadeln (Sklerite) im Körper.
Die im sonnigen Flachwasser lebenden Arten leben in einer Symbiose mit einzelligen, symbiotischen Algen (Zooxanthellen).
Weichkorallen sind überwiegend von brauner, gelber oder grünlicher Farbe. Die in tieferen Regionen oder im Schatten unter felsigen Überhängen lebenden Arten sind auch oft leuchtend rot, orange oder violett gefärbt.

## Verbreitung
Die Weichkorallen kommen weltweit in allen Meeren vor, die meisten Arten leben aber in den warmen, tropischen Meeren im Flachwasser. Aber selbst in der Tiefsee und im Antarktischen Ozean gibt es einige Arten. Die Tote Meerhand ist die einzige Koralle in der Nordsee.

## Systematik
Die Weichkorallen, die zu den achtstrahligen Blumentieren gehören, sind mit den riffbildenden Steinkorallen (Scleractinia) nur entfernt verwandt. Die Systematik der Weichkorallen ist sehr unklar. Das Fehlen von Fossilien und die Variabilität der Wuchsformen macht es bisher unmöglich die tatsächliche Evolution der Weichkorallen zu durchschauen.

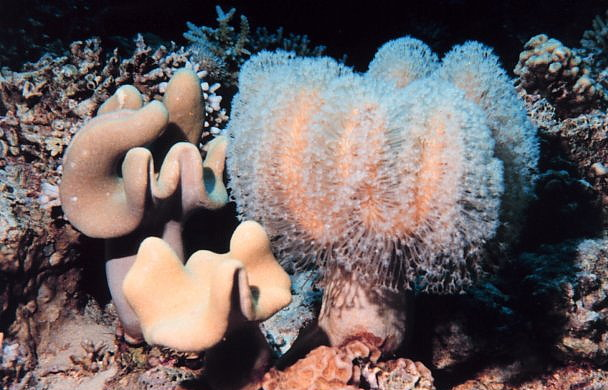
Lederkorallen (Alcyoniidae)

- Ordnung Weichkorallen (Alcyonacea Lamouroux, 1816)
  - „Unterordnung“ bzw. informelle Gruppe Alcyoniina Lamouroux, 1812
    - Familie Lederkorallen (Alcyoniidae) Lamouroux, 1812
    - Familie Bäumchen-Weichkorallen (Nephtheidae Gray, 1862)
    - Familie Nidaliidae Gray, 1869
    - Familie Xeniidae Wright & Studer, 1889

  - „Unterordnung“ bzw. informelle Gruppe Protoalcyonaria Hickson, 1883
    - Familie Haimeidae Wright, 1865
    - Familie Taiaroidae Bayer & Muzik, 1976

  - „Unterordnung“ bzw. informelle Gruppe Scleraxonia Studer, 1887
    - Familie Anthothelidae Broch, 1916
    - Familie Briareidae Gray, 1859
    - Familie Coralliidae Lamouroux, 1812
    - Familie Melithaeidae Gray, 1870
    - Familie Paragorgiidae Kükenthal, 1916
    - Familie Parisididae Aurivillius, 1931
    - Familie Subergorgiidae Gray, 1859

  - „Unterordnung“ bzw. informelle Gruppe Stolonifera Hickson, 1883
    - Familie Acrossotidae Bourne, 1914
    - Familie Clavulariidae Hickson, 1894
    - Familie Coelogorgiidae Bourne, 1900
    - Familie Cornulariidae Dana, 1846
    - Familie Pseudogorgiidae Utinomi & Harada, 1973
    - Familie Tubiporidae Ehrenberg, 1828

  - Unterordnung Calcaxonia Grasshoff, 1999
    - Familie Chrysogorgiidae Verrill, 1883
    - Familie Dendrobrachiidae Brook, 1889
    - Familie Ellisellidae Gray, 1859
    - Familie Ifalukellidae Bayer, 1955
    - Familie Isididae Lamouroux, 1812
    - Familie Primnoidae Gray, 1857

  - Unterordnung Holaxonia Studer, 1887
    - Familie Acanthogorgiidae Gray, 1859
    - Familie Gorgoniidae Lamouroux, 1812
    - Familie Keroeididae Kinoshita, 1910
    - Familie Plexauridae Gray, 1859

Im Jahre 2006 untersuchte eine Gruppe um den australischen Weichkorallentaxonom Philip Alderslade mit Hilfe von mitochondrialer DNS die Verwandtschaft von 103 Gattungen der Octocorallia. Die Analyse betraf 28 Familien von Weichkorallen, Seefedern (Pennatulacea) und die Blaue Koralle (Heliopora coerulea) und kam zu dem Ergebnis, dass die Alcyoniina kein monophyletisches Taxon sind. Stattdessen bilden sie zusammen mit den Holaxonia und einigen kleineren Gruppen eine große Klade. Die Calcaxonia bilden zusammen mit den Seefedern und der Blauen Koralle die zweite. Eine dritte besteht aus kleineren, weniger bekannten Gruppen. Untertaxa der Weichkorallen, wie die Scleraxonia, die Stolonifera und viele Familien sind polyphyletisch und werden auf die neuen Kladen aufgeteilt. Eine Revision der Alcyonaria ist nötig.

## Aquarienhaltung
Viele Weichkorallenarten können in Meerwasseraquarien gehalten werden und sind für Anfänger leichter zu halten als Steinkorallen.